# Карен Бранкурт
Карен Бранкурт (англ. Karen Brancourt, 15 березня 1962) — австралійська академічна веслувальниця.
Бронзова призерка Олімпійських Ігор 1984 року в складі розпашної четвірки зі стерновою.